# Vijeće za akreditaciju visokog obrazovanja
Vijeće za akreditaciju visokoga obrazovanja (eng.: Council for Higher Education Accreditation; pokrata: CHEA) je nevladina organizacija sveučilišta u Sjedinjenim Američkim Državama, koja zagovara vlastitu provjeru kvalitete akademskoga rada sveučilišta kroz priznavanje službi zaduženih za dodjeljivanje akreditacija sveučilištima i ostalim ustanovama visokoga obrazovanja.
Sastoji se od 3000 akademskih institucija i 60 akreditacijskih sluzbi čiji rad Vijeće priznaje zakonitim i kvalitetnim. Sjedište vijeća nalazi se u Washingtonu.
Radom vijeća predsjeda zbor u kojem radi ukupno 20 stručnih osoba, od ravnatelja koledža, ustanova i dekana sveučilišta do predstavnika javnosti, studenata i građana.
Utemeljeno je 1996. kako bio nadgledalo postupke provjera ustanova visokoga obrazovanja u SAD-u, koje provodi 60 od Vijeća priznatih službi.

## Poveznice
- Akreditacija institucija za visoko obrazovanje u SAD-u

## Vanjske poveznice
- Službene stranice (engl.)